# Одеса (фільм, 2019)
«Одеса» — російський драматичний фільм 2019 року режисера Валерія Тодоровського. У головних ролях: Леонід Ярмольник, Ірина Розанова та Євген Циганов. Прем'єра фільму у Росії відбулася 5 вересня 2019 року.
Телевізійна прем'єра фільму відбулася 1 травня 2020 року на телеканалі «Росія-1».

## Сюжет
Дія фільму відбувається на початку 1970-х років в Одесі, закритій через епідемію холери. У будинок до Григорія Йосиповича (Леонід Ярмольник) та Раїси Їрівни Давидової (Ірина Розанова), де в курортний сезон уже гостюють їх дві дорослі дочки — Лора (Ксенія Раппопорт) та Міра (Євгенія Брик), обидві ще й з чоловіками — в гості до тестя з тещою прилітають із Москви їх зять Борис, журналіст-міжнародник, з восьмирічним сином Валериком (дружина має приєднатися до сім'ї через два дні). Проте саме в день їхнього прильоту в місті оголошують карантин, місто закривають. З розмови за столом з'ясовується, що Міра з чоловіком продають квартиру, щоб виїхати до Ізраїлю. Це призводить до розбратів у сім'ї (так, Борис готується до поїздки до ФРН).
Подальша фабула розвивається навколо платонічного «роману» між Борисом (Борею) та 15-річною Іриною.

## У ролях
| Актор              | Роль                               |
| ------------------ | ---------------------------------- |
| Ірина Розанова     | Раїса Ірівна                       |
| Євген Циганов      | Борис                              |
| Леонід Ярмольник   | Григорій Йосипович                 |
| Ксенія Раппопорт   | Лора                               |
| Євгенія Брік       | Міра                               |
| Степан Середа      | Валерік                            |
| Вероніка Устимова  | Ірка                               |
| Сергій Сосновський | Жора дід Ірки                      |
| Сергій Муравйов    | Володя чоловік Лори                |
| Володимир Кошовий  | Арик чоловік Міри                  |
| Олена Баркова      | Віра капітанша                     |
| Михайло Шамігулов  | Савченко полковник                 |
| Наталя Омельченко  | диктор телебачення                 |
| Станіслав Евентов  | Жора середній батько Жорки та Ірки |
| Микита Табунщик    | Жорик молодший брат Ірки           |
| Діана Манукян      | Женя дочка Лори та Володі          |

## Зйомки
Основна частина зйомок пройшла на кіностудії «Мосфільм», де декоратори відтворили одеський дворик з балконами та верандами; частину реквізиту було спеціально доставлено з Одеси. Міські вулиці знімалися в Таганрозі та Ростові-на-Дону, а морські сцени — у Сочі.
Бюджет фільму становив 300 млн рублів. Картина одержала підтримку Міністерства культури РФ.
У фільмі деякі герої вимовляють довгі репліки мовою їдиш, які йдуть без закадрового перекладу. Найдовші репліки вимовляє героїня Ірини Розанової.

## Нагороди і премії
- Кінопремія «Ніка» за 2019 рік
  - за найкращу музику до фільму — Ганна Друбич
  - за найкращу чоловічу роль — Леонід Ярмольник[6]